# Tithoes drumonti
Tithoes drumonti es una especie de escarabajo longicornio del género Tithoes, categorizada en la tribu Acanthophorini, de la subfamilia Prioninae. Fue descrita por Bouyer en 2016.
El período de actividad en ejemplares adultos se presenta regularmente en el mes de julio. Existen ejemplares de la especie en colecciones privadas belgas.

## Descripción
Mide 59-72 mm de longitud.

## Distribución
Se distribuye por África: en Togo.